# VfB Labiau
Der VfB Labiau war ein deutscher Sportverein aus der ostpreußischen Stadt Labiau (heute Polessk). Die Fußballabteilung spielte eine Saison in der Gauliga Ostpreußen.

## Geschichte
Nach Gründung des Vereins 1919 unter dem Namen VfL Labiau spielte der Verein im Ligensystem des Baltischen Rasen- und Wintersport-Verbandes, erreichte aber nicht die höchsten Spielklassen. Anfang der 1920er ist ein Spielbetrieb in der zweitklassigen 1. Klasse Königsberg überliefert. Nach dem Abstieg in die 2. Klasse gelang dem Verein zur Spielzeit 1924/25 die Rückkehr in die 1. Klasse. Durch Einführung der Ostpreußenliga als oberste Spielklasse war die 1. Klasse Königsberg ab der Spielzeit 1926/27 nur noch drittklassig. 1928/29 gewann der VfL Labiau die 1. Klasse Königsberg und stieg in die zweitklassige Kreisliga Königsberg auf. 1930/31 musste der Verein bedingt durch den siebenten Tabellenplatz an der Relegationsrunde teilnehmen. Da diese nicht erfolgreich bestritten werden konnte, stieg Labiau wieder in die 1. Klasse Königsberg ab. Der direkte Wiederaufstieg in die Zweitklassigkeit gelang 1931/32. Durch den ersten Tabellenplatz in der Kreisliga 1933 qualifizierte sich der VfL Labiau für die Bezirksklasse I Königsberg, welche innerhalb des 1933 neu eingerichteten Fußballgaus Ostpreußen die zweite Spielklasse darstellte.
Als VfB Labiau gelang dem Verein der Aufstieg in die erstklassige Gauliga Ostpreußen 1937/38. Bereits nach einer Spielzeit musste der Verein, bedingt durch eine Verkleinerung der Gauliga von 28 auf 10 Mannschaften, wieder in die Zweitklassigkeit absteigen.
Des Weiteren besaß der Verein eine Eishockeyabteilung.
Nach dem Zweiten Weltkrieg wurde das einstmals deutsche Labiau von der Sowjetunion annektiert. Spätestens 1945 erlosch der Verein.

## Erfolge
- Teilnahme an der Gauliga Ostpreußen: 1937/38